# Лизки
Лизки (укр. Лізки) — село в Каневском районе Черкасской области Украины.
Население по переписи 2001 года составляло 46 человек. Занимает площадь 0,313 км². Почтовый индекс — 19042. Телефонный код — 4736.

## Местный совет
19042, Черкасская обл., Каневский р-н, с. Беркозовка